# Villa Caroline
Die Villa Caroline liegt im Stadtteil Oberlößnitz der sächsischen Stadt Radebeul, in der Emil-Högg-Straße 10.

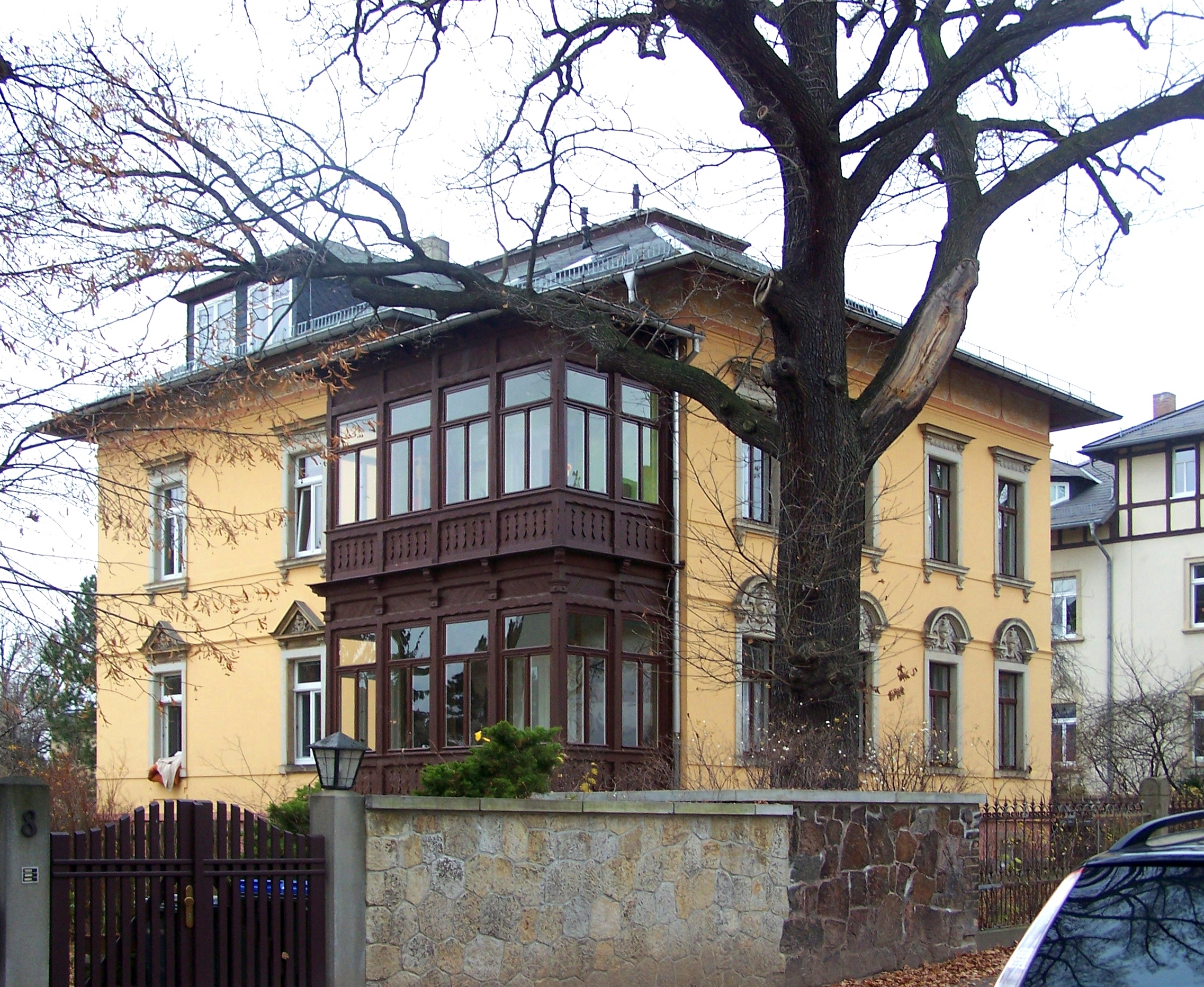
Villa Caroline

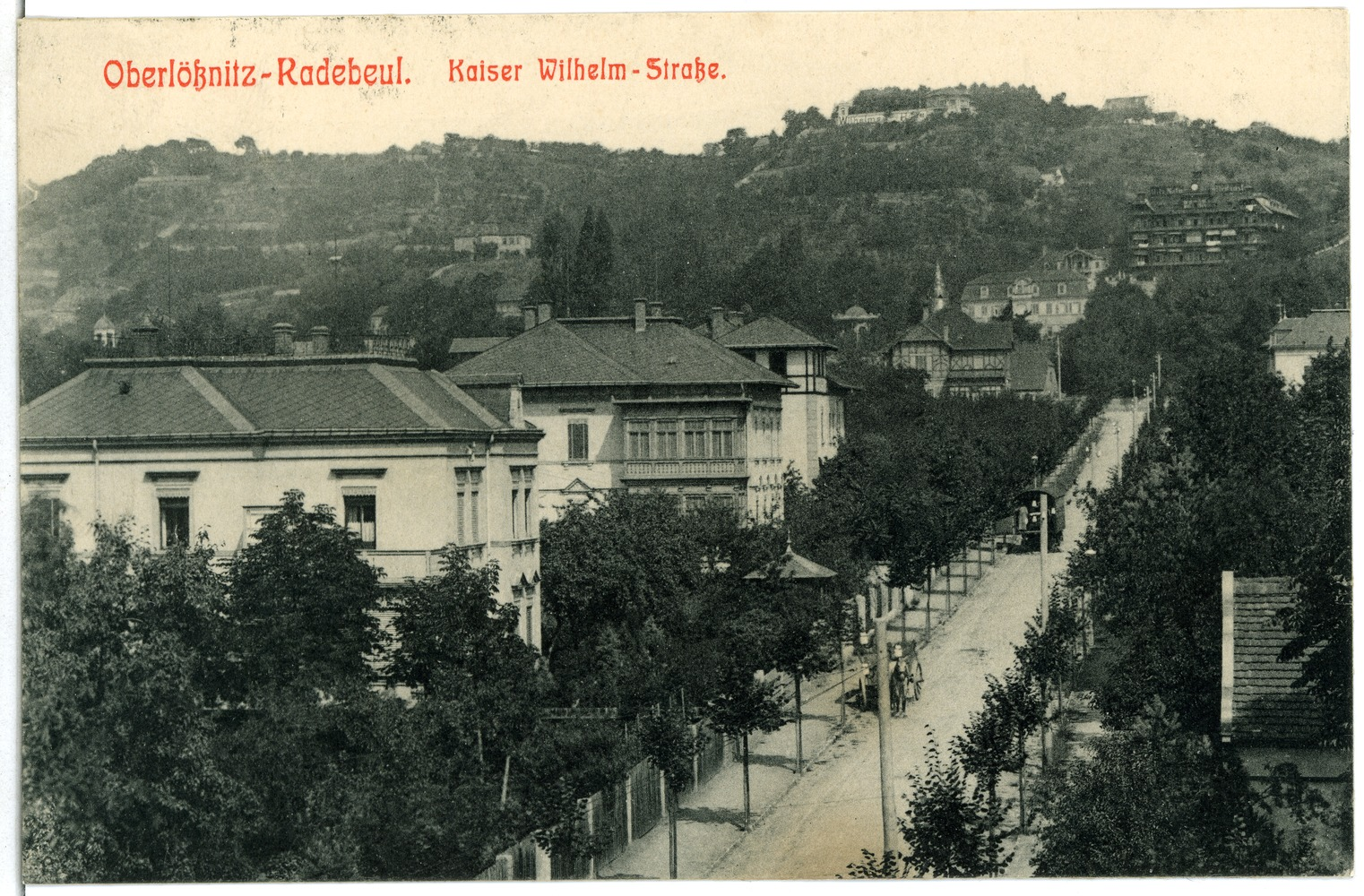
Aschkes Villa links am oberen Ende der Emil-Högg-Straße; darunter Nrn. 12, 10 (Villa Caroline), 8 (1901)

## Beschreibung
Die mitsamt Einfriedung denkmalgeschützte Mietvilla ist ein zweigeschossiger Putzbau auf einem niedrigen Sockel und mit einem Drempel unter einem weit überkragenden Walmdach mit einer Dachplattform. Der Drempel ist ornamental ausgemalt.
In dem symmetrischen Fassadenaufriss der Hauptansicht stehen je Etage vier gleichartig ausgebildete Fenster, durch schlichte Sandsteingewände eingefasst und mit Außenfensterbänken, diese im Obergeschoss auf Konsolen, dazu im Obergeschoss gerade Verdachungen, im Erdgeschoss mit Rundbogenverdachungen mit Verzierungen in barocken Motiven. Dazu Gesimse und Sohlbank-Putzbänder.
In der linken, nach Süden gerichteten Seitenansicht steht zur Straße hin eine zweigeschossige Holzveranda. Die Erdgeschossfenster dieser Ansicht werden durch Giebelverdachungen mit Ornamentik bekrönt. In der nördlichen Seitenansicht befindet sich ein Eingangsvorbau mit einer kurzen Freitreppe zur Eingangstür, oben auf dem Vorbau ein Austritt.
Die Einfriedung erfolgt als Lanzettzaun zwischen Betonpfosten.
Der Denkmalpflege nach ist es ein „anspruchsvoll gestalteter historisierender Wohnbau des ausgehenden 19. Jahrhunderts mit ausgewogen gegliederte[m] Baukörper und akzentuierendem Fassadenschmuck [sowie] augenfälliger Drempelmalerei“.

## Geschichte
Der Bauunternehmer Friedrich Adam II., der auch die beiden Nachbarhäuser errichtete, reichte als Bauender, Ausführender und Bauleiter im Mai 1898 den Bauantrag mit einem Entwurf des Architekten Carl Käfer ein. Nach der Baugenehmigung im Folgemonat erfolgte die Baurevision im Mai 1899.
Im Jahr 1900 wurde in dem Gebäude eine Privatkrankenanstalt eingerichtet.